# José Aparicio
José Aparicio Inglada (ur. 16 grudnia 1773 w Madrycie, zm. 10 maja 1838 tamże) – hiszpański malarz, przedstawiciel nurtu neoklasycystycznego. Tworzył głównie dzieła o tematyce historyczno-patriotycznej. Późniejsze dzieła takie jak Głód w Madrycie (1818) i Desembarco de Fernando VII en la isla de León (1827) stanowiły część propagandy polityki króla Ferdynanda VII. Zajmował się również tematyką religijną oraz namalował liczne portrety rodziny królewskiej i ówczesnej arystokracji (m.in. portret generała Francisca Castañosa).
Był siódmym z ośmiorga dzieci Vicente Aparicio i Manueli Inglada. Szkolił się na Królewskiej Akademii Sztuk Pięknych San Carlos w Walencji, zdobywając pierwszą nagrodę za malarstwo w 1793 roku.
Studiował również na Królewskiej Akademii Sztuk Pięknych św. Ferdynanda w Madrycie. W 1799 roku uzyskał od króla Karola IV Burbona stypendium na studia w Paryżu, a później w Rzymie. W Paryżu poznał artystów takich jak Juan Antonio Ribera i José Madrazo, następnie został pierwszym hiszpańskim uczniem Jacques-Louis Davida. W 1805 roku otrzymał złoty medal za obraz La epidemia de España. Przed podróżą do Rzymu w 1807 roku, wystawiał swoje dzieła w salonach Paryża.
Kontynuował naukę w Rzymie. Okazał wierność koronie Hiszpanii odmawiając przysięgi na wierność Józefowi Bonaparte. Z tego powodu, podobnie jak reszta hiszpańskich artystów przebywających na w stypendium w Rzymie, został wzięty do niewoli i osadzony w więzieniu w Castel Sant’Angelo.
Po zwolnieniu, został wezwany do kraju przez rząd hiszpański, przypłynął do Barcelony 21 maja 1815 r. Po powrocie do Hiszpanii udał się do Madrytu, gdzie jego kariera nabrała tempa, w sierpniu tego samego roku został mianowany nadwornym malarzem Ferdynanda VII, uzyskując wcześniej przebaczenie króla. Rok później poślubił córkę króla i rozpoczął ponad dwuletnią pracę nad patriotycznym cyklem Las glorias de España, serią obrazów o wielkich rozmiarach.
Po śmierci króla Ferdynanda VII, jego kariera podupadła, gdyż nie został zaakceptowany przez nowy, liberalny rząd. Zmarł w biedzie i zapomnieniu w 1838 roku.

## Galeria

Dzieła José Aparicia
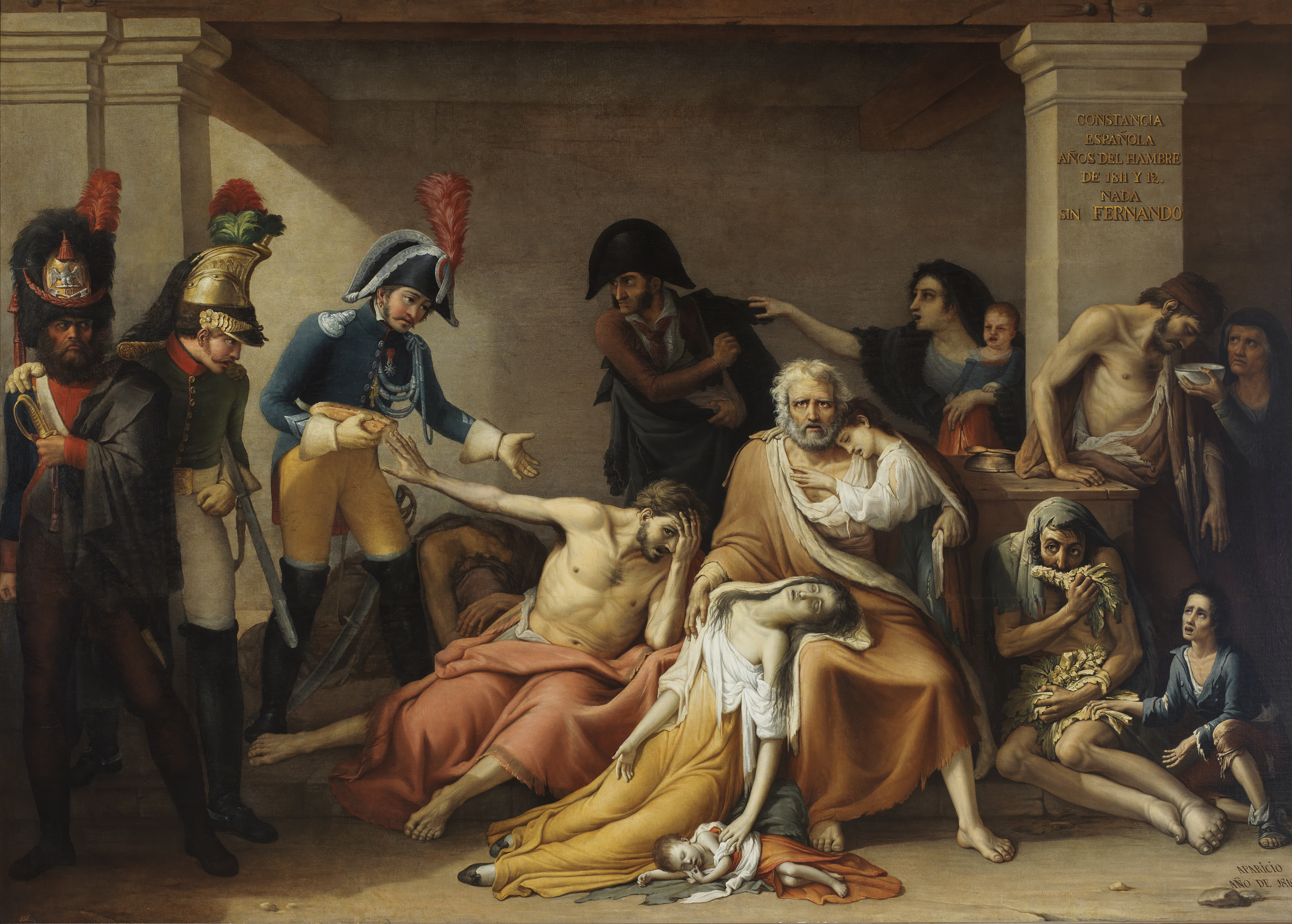
Głód w Madrycie, 1818
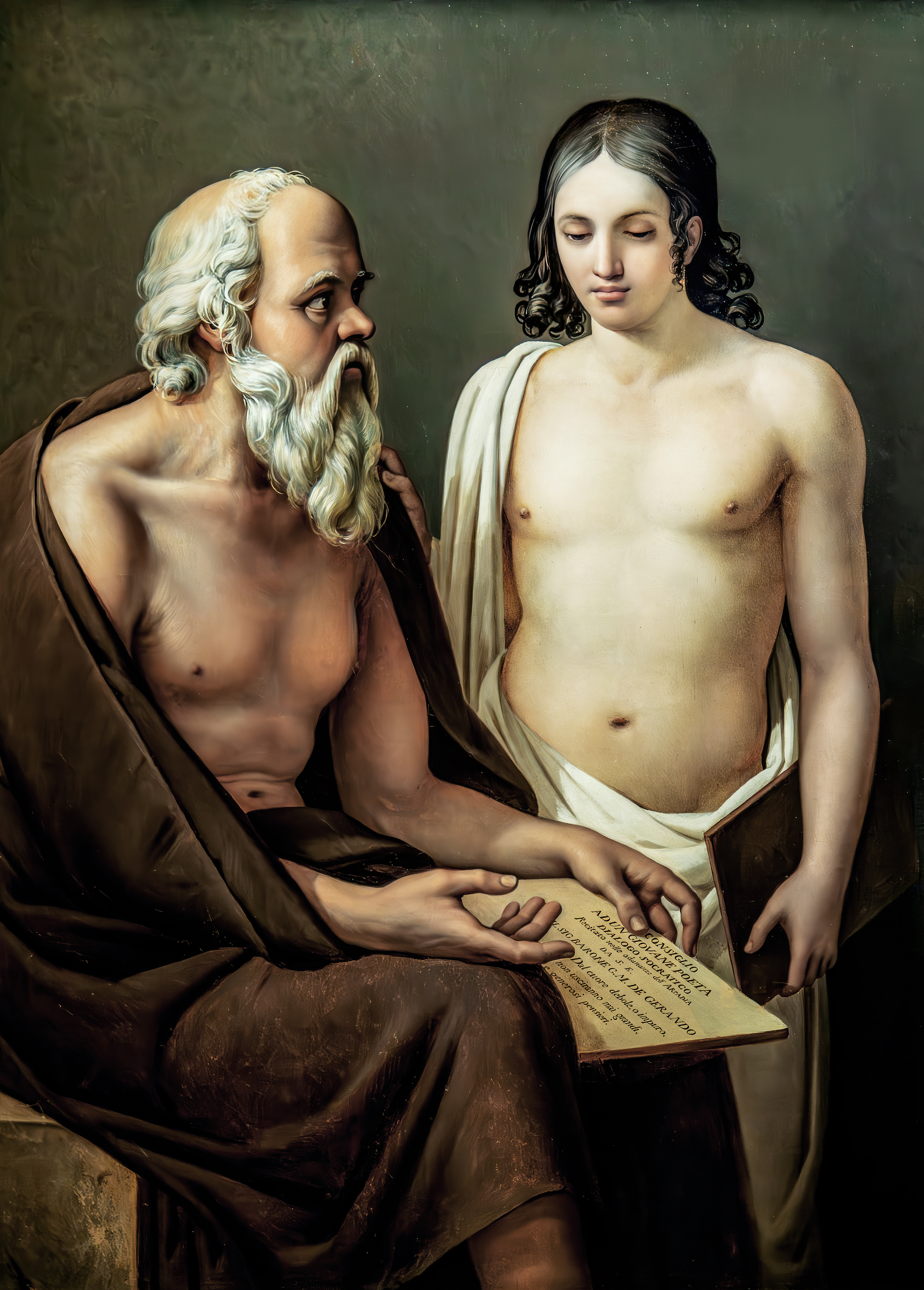
Sócrates enseñando a un joven, 1811
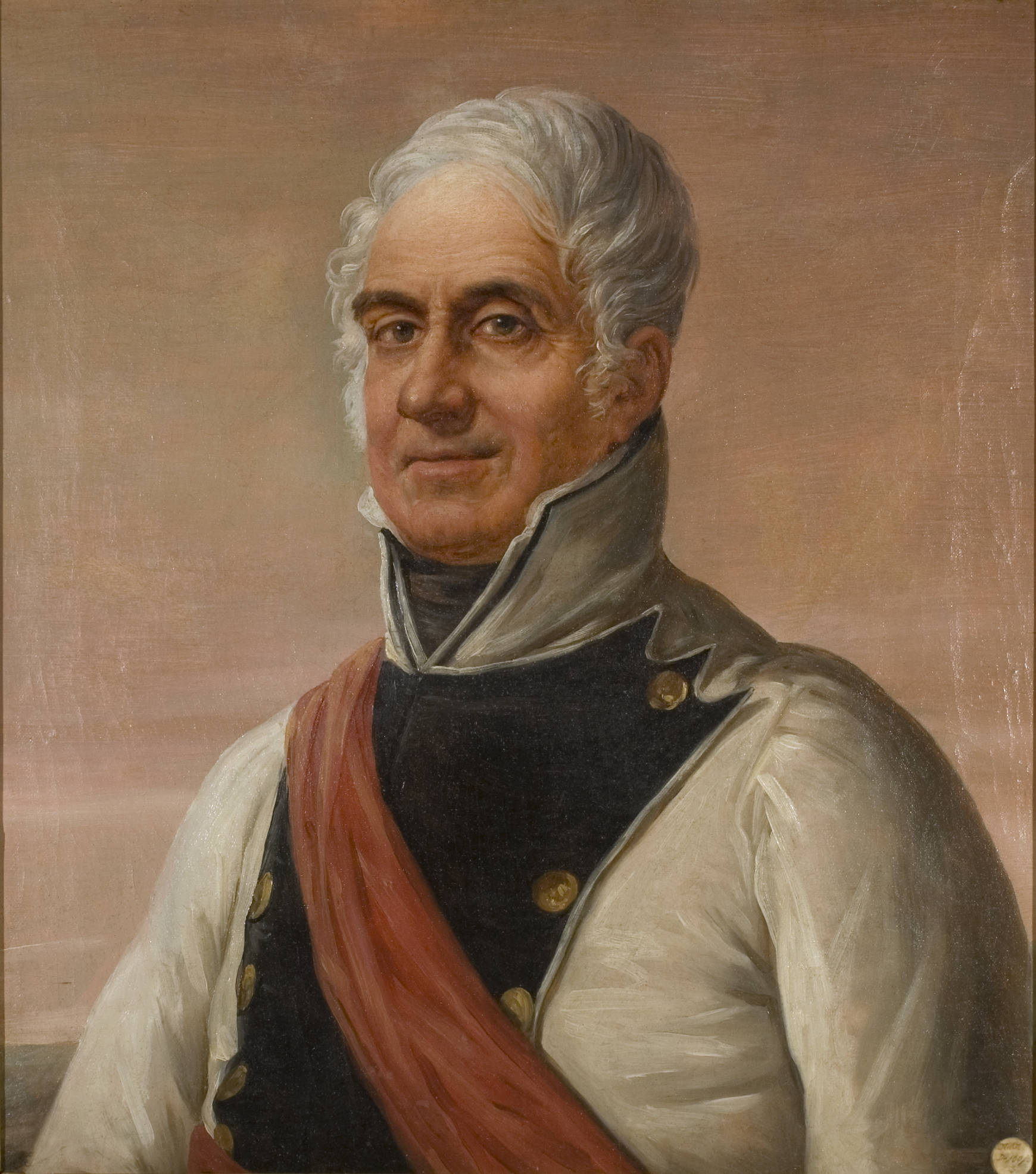
Portret Generała Francisca Castañosa, c. 1815
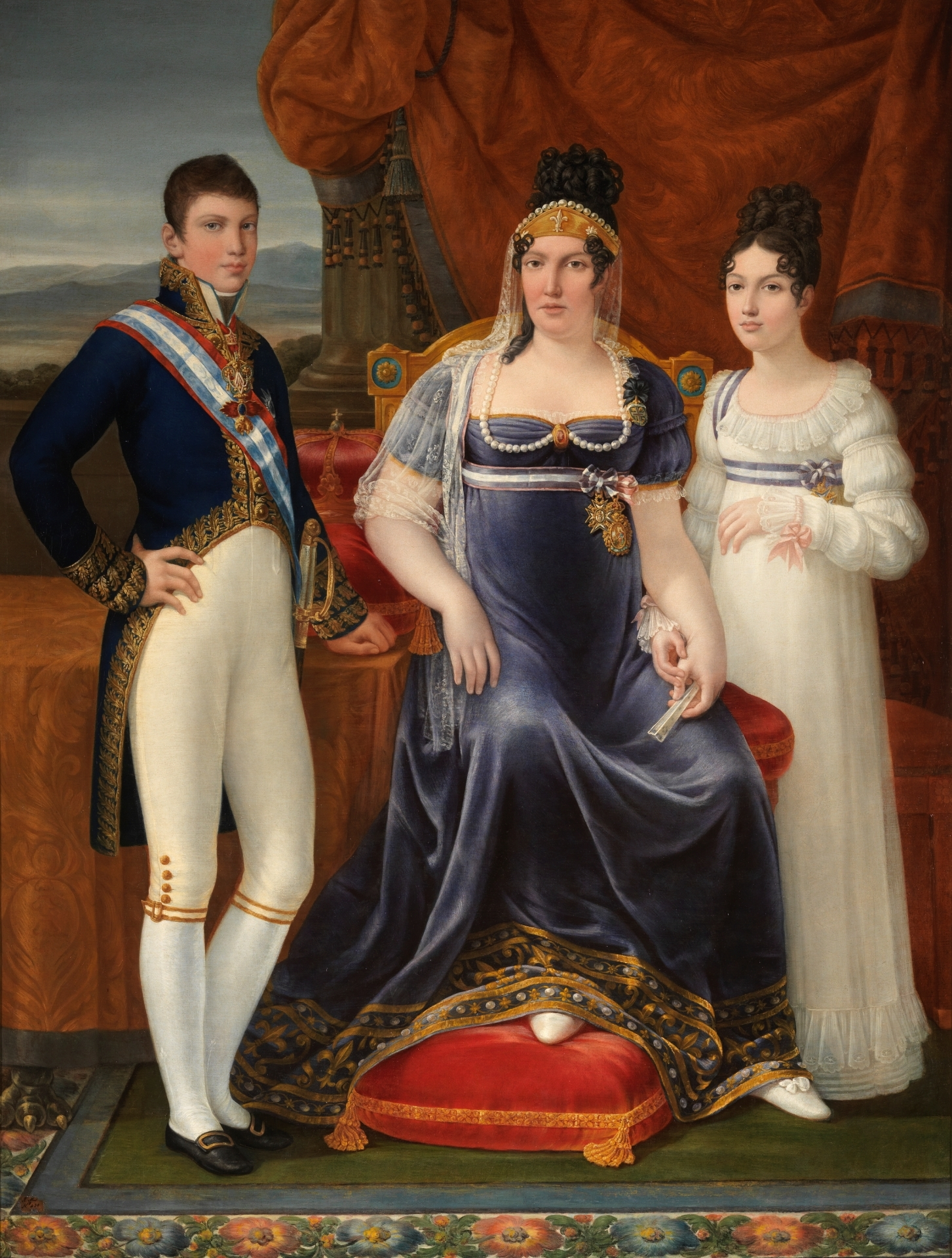
Królowa Etrurii i jej dzieci, 1815